# Gervasio Bitossi
Pour les articles homonymes, voir Bitossi.
Gervasio Bitossi (Livourne, 2 octobre 1884 - Rome, 26 juin 1951) était un général italien de l'armée royale (Regio Esercito) pendant la Seconde Guerre mondiale, connu pour sa participation à la tentative, partiellement réussie, de mécanisation de la cavalerie et comme commandant de la 133e division blindée "Littorio" en Afrique du Nord de janvier 1941 à novembre 1942. Après la dissolution de la division, il assure le commandement intérimaire du XXe corps d'armée, participant à toute la retraite vers la Tunisie.

## Biographie
Élève du collège militaire "Nunziatella" de Naples à partir du 16 octobre 1900, il entre en 1903 à l'Académie militaire de Modène, dont il sort en 1906 (118e sur 228 élèves) avec le grade de sous-lieutenant (sottotenente) de cavalerie le 14 septembre 1906. Affecté au régiment "Lancieri di Montebello" (8e), à Pinerolo,.
Le 23 septembre 1912, il a épousé à Livourne Clementina Coronedi, avec qui il a eu quatre enfants.
Mobilisé pour la Première Guerre mondiale, il est affecté le 22 juillet 1915 au 142e régiment d'infanterie en tant que commandant de peloton de mitrailleuses, et reçoit la médaille d'argent de la valeur militaire (1915) après avoir été blessé au combat à Castelnuovo del Carso. Le 24 novembre 1915, il est promu capitaine (Capitano).
Adjudant-major dans le régiment "Lancieri di Montebello" et commandant du 4e escadron, le 15 novembre 1916, il est admis au cours pratique du service d'état-major (qui a lieu à Padoue),.
Il a exercé des fonctions d'état-major dans différents commandements, aux grades de major (maggiore) en 1923 et de lieutenant-colonel (tenente colonnello) en 1926.
En 1928-29, il est affecté au 1er régiment "Piemonte Reale". Après une affectation comme officier d'état-major, promu colonel (colonnello) le 16 août 1933, il prend le commandement du Reggimento Cavalleggeri Guide (19e) à Parme, qu'il conserve jusqu'au 10 novembre 1935. Précurseur, et malheureusement ignoré, de la mécanisation de l'arme de la cavalerie, il transforme le Régiment des Guides en Scuola Carri veloci (École de chars rapides) qui, dans ce rôle, rejoint le Reggimento Carri Armati, l'unité mère des Carristi, déjà en activité depuis 1923 à Rome et depuis 1931 à Bologne. Sous sa direction, le Reggimento Guide introduit dans son état-major le char rapide CV 29, hérité du Reggimento Carri Armati susmentionné et, après avoir poursuivi et conclu les expériences qui mèneront à la création des divisions Celeri, forme un certain nombre de Gruppo Squadroni carro veloci (affectés comme membres de l'état-major aux trois divisions Celeri) et également aux régiments de cavalerie,,, qui, toutefois, dès 1938, renoncent volontairement à avoir un groupe d'escadron mécanisé dans leur état-major.
Pendant la guerre d'Éthiopie (1935/1936), il commande le 1er régiment mixte de la division motorisée "Trento", déployé en Cyrénaïque et jamais en Afrique orientale. Pendant son séjour en Libye, il s'est occupé avec ferveur et passion de la définition des critères d'emploi et d'entraînement des unités de chars de l'armée italienne, contribuant grandement à l'établissement d'une mentalité appropriée dans les unités de chars de l'armée.
Il était sans aucun doute l'un des plus grands spécialistes italiens des chars et de la guerre motorisée ; il est l'auteur de plusieurs articles et études sur les véhicules blindés et a contribué à la rédaction des premiers règlements doctrinaux pour l'emploi des unités de chars.
En 1936/1937, il est commandant de la Scuola Centrale Truppe Celeri (Rome), puis à partir du 9 septembre 1937, commandant adjoint de la 2e division Emanuele Filiberto Testa di Ferro Celere à Ferrare.
Général de brigade (Generale di brigata) à partir du 31 juillet 1938, le 4 novembre 1938, il part pour l'Espagne au cours le la guerre civile où, le lendemain, il prend le commandement de la division d'assaut Littorio, une grande unité à laquelle son nom sera longtemps lié, en remplacement du général Annibale Bergonzoli dans le Corps des Troupes Volontaires (Corpo Truppe Volontarie - CTV).
Le 10 mars 1939, il est promu général de division (generale di divisione) pour mérites de guerre et est blessé une seconde fois le 30 mai 1939,,.. Il retourne en Italie et conserve à Parme le commandement du Littorio, qui se transforme en 133e division blindée de l'armée le 28 octobre suivant (en encadrant le 33e régiment d'infanterie blindée équipé de chars légers L3).
Bitossi, à partir du 11 avril 1941, assisté du commandant adjoint de la division Ruggero Cassata, dirige le Littorio dans l'invasion de la Yougoslavie, occupant Karlovac, Šibenik, Knin, Mostar et Trebinje. Pour ces mérites, il est décoré Chevalier de l'Ordre militaire de Savoie par le régime fasciste au mois de juillet suivant,,.
Il retourne dans la région de Pordenone où il supervise la transformation et la préparation du Littorio en une division blindée entièrement composée de chars moyens (utilisables en Afrique du Nord), remplaçant le 33e régiment de chars par le 133e sur trois bataillons de chars M 13/40. Le 22 janvier 1942, il est transféré avec le Littorio en Libye avec lequel il participe à tous les cycles opérationnels pour la conquête de l'Égypte (avec une interruption entre le 8 juillet et le 20 septembre car il était destiné à la Délégation d'Afrique du Nord (Delegazione Africa Settentrionale ou Delease)) jusqu'à la destruction de son unité à El Alamein le 4 novembre 1942. Après avoir servi comme commandant intérimaire du XXe corps d'armée et de la 1re armée en Tunisie, Bitossi rentre en Italie le 1er mars 1943,,,.
Au mois d'avril suivant, il rédige "Frammenti di una esperienza decennale di guerra motorizzata 1933-1943" (Fragments d'une décennie de guerre motorisée 1933-1943), un rapport important adressé à Umberto II de Savoie, aux généraux Vittorio Ambrosio, Mario Roatta, Francesco Sartoris, Raffaele Cadorna et Antonio Sorice, pour rendre compte des conditions réelles dans lesquelles sa grande unité a opéré dans la campagne d'Afrique du Nord,,. Dans son long écrit, Bitossi met sincèrement en évidence - sans se permettre d'être critique - les choix faits sur le terrain qui ont contrecarré les efforts déployés pour préparer et équiper le "Littorio" avant l'envoi de la division dans la zone de guerre.
Après une longue convalescence due à une maladie reconnue comme une cause liée au service, il prend le 5 septembre le commandement du IIe corps d'armée à Sienne, juste à temps pour l'armistice du 8 septembre 1943 (armistice de Cassibile). Il est capturé à Vicence le 19 septembre et interné par les Allemands à Schokken, camp pour généraux 64/Z jusqu'en mai 1945,,,.
Le 1er juin 1946, il est mis en congé pour raison d'âge, car il n'accepte pas la nouvelle forme démocratique-républicaine du gouvernement italien.
Il décède à Rome le 26 juin 1951,.

## Distinctions honorifiques
- Chevalier de l'Ordre militaire de Savoie
 - Médaille d'argent de la valeur militaire (2 donations)
 - Chevalier de l'Ordre des Saints-Maurice-et-Lazare
 - Chevalier de l'Ordre de la Couronne d'Italie
 - Croix du mérite de guerre (2 donations)
 - Médaille commémorative de la guerre italo-autrichienne 1915-1918
 - Médaille commémorative de l'Unité italienne
 - Croix pour ancienneté de service (40 ans)
Insigne de guerre mutilé
Insigne de blessé de guerre

## Source
- (it) Cet article est partiellement ou en totalité issu de l’article de Wikipédia en italien intitulé « Gervasio Bitossi » (voir la liste des auteurs).